# Хелмицкий, Павел Людвигович
Па́вел Лю́двигович Хелмицкий (16 июля 1855 — 28 июля 1918) — генерал от кавалерии Российской императорской армии. Участник русско-турецкой войны 1877—1878 годов и Первой мировой войны. Кавалер десяти российских орденов и обладатель Георгиевского оружия. В июле 1918 года был расстрелян большевиками во Владикавказе.

## Биография
Родился 17 июля 1855 года. По вероисповеданию — православный. Окончил 2-ю Санкт-Петербургскую гимназию.
В Российской императорской армии с 20 августа 1872 года. В 1874 году окончил 1-е военное Павловское училище. 7 августа 1874 года получил старшинство в чине подпоручика. 9 декабря 1876 года получил старшинство в чине поручика. Участвовал в русско-турецкой войне 1877—1878 годов. 18 декабря 1878 года получил старшинство в чине штабс-капитана. В 1885 году окончил Николаевскую академию Генерального штаба. В 1885 году получил чин капитана с формулировкой «за отличие» и со старшинством с 29 марта того же года. Состоял при Кавказском военном округе.
С 26 ноября 1885 года по 26 декабря 1887 года был старшим адъютантом штаба 39-й пехотной дивизии. С 10 октября 1887 года по 24 октября 1888 года отбывал цензовое командование ротой в Бакинском 153-м пехотном полку. С 26 декабря 1887 года занимал должность начальника строевого отдела штаба Карсской крепости. С 18 июня 1888 года по 9 апреля 1889 года был обер-офицером для поручений при штабе Кавказского военного округа. 9 апреля 1889 года получил старшинство в чине подполковника. С 9 апреля 1889 года по 4 апреля 1896 года был штаб-офицером для особых поручений при командующем войсками Кавказского военного округа. С 9 мая по 9 сентября 1892 года отбывал цензовое командование батальоном в Таманском 150-м пехотном полку. В 1893 году получил чин полковника с формулировкой «за отличие» и со старшинством с 28 марта того же года.
С 4 сентября 1896 года по 24 декабря 1900 года занимал должность начальника штаба 2-й Кавказской казачьей дивизии. С 24 декабря 1900 года по 3 мая 1904 года был командиром Екатеринодарского 1-го казачьего полка. В 1904 году получил чин генерал-майора с формулировкой «за отличие» и со старшинством с 21 января того же года. С 3 мая 1904 года по 5 июля 1910 года занимал должность начальника Закаспийской казачьей бригады. В 1909 году получил чин генерал-лейтенанта с формулировкой «за отличие» и со старшинством с 21 января того же года. С 5 июля 1910 года по 16 апреля 1917 года занимал должность начальника 3-й Кавказской казачьей дивизии.
Участвовал в Первой мировой войне. С декабря 1914 года параллельно командовал сводным конным корпусом в составе армий Юго-Западного фронта. Состоял при резерве чинов Киевском военном округе.
29 июля 1917 года получил чин генерала от кавалерии и был уволен со службы из-за болезни. Жил во Владикавказе. 28 июля 1918 года Павел Людвигович Хелмицкий и его сын Георгий были расстрелян большевиками, во время их отступления из города под натиском восставших Терских казаков.

## Семья
По состоянию на 1911 года был женат и имел сына Георгия.

## Награды
Павел Людвигович имел следующие награды:
- Георгиевское оружие (10 июля 1916);
- Орден Святого Владимира 2-й степени с мечами (2 января 1915);
- Орден Святого Владимира 3-й степени (1903)[2];
- Орден Святого Владимира 4-й степени (1899)[2];
- Орден Белого орла с мечами (2 января 1915);
- Орден Святой Анны 1-й степени (6 декабря 1912) с мечами (29 ноября 1915);
- Орден Святой Анны 2-й степени (1896)[2];
- Орден Святой Анны 3-й степени (1899)[2];
- Орден Святого Станислава 1-й степени (1906)[2] с мечами (19 ноября 1915);
- Орден Святого Станислава 2-й степени (1892)[2];
- Орден Святого Станислава 3-й степени (1881)[2].